# Zimmern (Bad Langensalza)
Zimmern ist ein Ortsteil der Stadt Bad Langensalza im Unstrut-Hainich-Kreis in Thüringen.

## Geografie
Zimmern liegt südwestlich von Bad Langensalza an der L 1042, die den Ort mit Alterstedt im Nordwesten und Ufhoven im Nordosten verbindet. Der Ort befindet sich 1,66 km nordöstlich des Nationalparks Hainich, der von der Gemarkung des Ortes 450 ha einnimmt. Der Rest der Gemarkung gehört mit seiner Lage am Rand des Thüringer Beckens zum Ackerbaugebiet bei Langensalza. An Fließgewässern kann der Ort einige Bäche vorweisen, die durch begrünte Erosionsrinnen der Salza zufließen: Der Zimmertalsgraben entspringt am Rande des Nationalparks und vereinigt sind in Ortsmitte mit dem
Orbach. Ab hier heißt er Zimmerbach. Weiter im Süden, aber ebenfalls am Rande des Nationalparks, entspringt der Hellerbach mit mehreren seiner Quellbäche.
Etwa 800 m vor der Brücke der Ortsumfahrung Bad Langensalzas (B 247) vereinigen sich der Zimmerbach und der Hellerbach und wenige Meter weiter mit dem Quellbach der Salza.
Die Nachbarorte sind: im Norden Waldstedt (1,38 km), im Nordosten Ufhoven (4,00 km), im Südosten Grumbach (3,51 km), im Südwesten Craula (6,34 km) und im Nordwesten Alterstedt (1,99 km).

## Geschichte

Zimmern auf einer Karte von 1801

Die Ersterwähnung des Dorfes Zimmern fand 817 statt.
Die St.-Martini-Kirche wurde 1700 geweiht. Der Ort gehörte bis 1815 zum kursächsischen Amt Langensalza und nach seiner Abtretung an Preußen von 1816 bis 1944 zum Landkreis Langensalza in der Provinz Sachsen.
Nach der Gründung der DDR wurde die Landwirtschaft im Ort zwangskollektiviert. Heute besteht im Ort ein Reiterhof.
Zimmern wurde am 1. Januar 1994 nach Bad Langensalza eingemeindet. Ende 2015 waren im Ort 330 Einwohner gemeldet.

## Ortsteilbürgermeisterin
Ortsteilbürgermeisterin von Zimmern ist Marlene Ruft.

## Kultur und Sehenswürdigkeiten
- St.-Martini-Kirche

## Persönlichkeiten
Söhne und Töchter des Ortes
- Jeremias Spiegel (1589–1637), lutherischer Theologe und Rhetoriker
- Hans Rumpf (1888–1965), Brandingenieur und Feuerschutzinspektor sowie SS-Brigadeführer und Generalmajor der Polizei